# 羅伯特·迪恩
羅伯特·迪恩（英語：Robert Orel Dean，1929年3月2日—2018年10月11日）是美國幽浮學家，退役陸軍軍士長。

## 生平
迪恩在美國陸軍服役27年，在1960年代時曾服務於歐洲盟軍最高司令部。1976年，退役後的迪恩定居於亞利桑那州土桑市。
迪恩自稱他在歐洲盟軍最高司令部服務時，擁有「宇宙絕密」（COSMIC Top Secret）的安全級別，因此在1964年時看過一份名為「估計」的機密文件，其中深入探討了外星人對盟軍構成軍事威脅的可能性。迪恩還聲稱政府正在掩蓋有關外星人造訪地球的資訊。
迪恩是亞利桑那州MUFON的成員，空中現象研究組織董事會成員，星際政治研究所顧問委員會成員。

## 外部連結
- 羅伯特·迪恩在互联网电影资料库（IMDb）上的資料（英文）